# Loretta Goggi
Loretta Goggi (* 29. September 1950 in Rom) ist eine italienische Sängerin, Fernsehmoderatorin und Schauspielerin. Bekannt wurde sie durch zahlreiche TV-Auftritte und -Moderationen sowie durch den Nummer-eins-Hit Maledetta primavera.

## Karriere
Loretta Goggi wurde von Radiomoderator Silvio Gigli entdeckt und gewann 1959 zusammen mit Nilla Pizzi den Radiowettbewerb Disco magico von Dino Verde. Noch im selben Jahr folgte ihre erste Filmrolle im Fernsehfilm Sotto processo von Anton Giulio Majano. Danach trat sie in vielen weiteren Fernsehfilmen der 60er-Jahre auf, etwa in La cittadella, E le stelle stanno a guardare, I miserabili, Le avventure del Commissario Maigret oder La vita di Dante. Als Loretta veröffentlichte sie bei RCA Italiana 1963 die Single Se la cercherai, das von Nico Fidenco geschriebene Titellied der italienischen Fassung des Films Vulkan im Blut mit Jean Gabin. Außerdem betätigte sie sich als Synchronsprecherin; so war sie die erste italienische Stimme der Zeichentrickfigur Tweety.
1968 erhielt Goggi eine Hauptrolle in der Miniserie La freccia nera von Anton Giulio Majano, einer Verfilmung des Stevenson-Romans Der Schwarze Pfeil. Durch den Erfolg der Serie konnte Goggi auch eine Hauptrolle im Film Zingara (mit Bobby Solo) und einen Plattenvertrag mit Durium erlangen. Ihre erste offizielle Single war Fino all’ultimo und erschien 1969. Um diese Zeit arbeitete sie auch für Radio Vatikan. Anfang der 70er-Jahre fasste sie Fuß im Unterhaltungsfernsehen. Sie moderierte etwa mit Renzo Arbore die Show Estate insieme, bei der sie selbst mit ihrer Schwester Daniela zusammen auftrat, und diverse Sondersendungen wie Incontro con… Lucio Battisti; daneben moderierte sie Radiosendungen und setzte ihre Karriere als Sängerin fort.
1971 wurde Pippo Baudo in einer Radiosendung auf Goggi aufmerksam und verpflichtete sie als Showgirl für seine TV-Show La freccia d’oro. Im Sommer dieses Jahres nahm sie mit dem Lied Io sto vivendo senza te am Wettbewerb Un disco per l’estate teil. Schon 1972 holte Baudo sich Goggi auch in der populären Sendung Canzonissima an die Seite. Dadurch wurde sie beim Fernsehpublikum enorm populär und das von ihr aufgenommene Titellied Vieni via con me wurde zum Hit. Im nächsten Jahr erhielt sie bei Alighiero Noschese in der Sendung Formula 2 die Möglichkeit, regelmäßig eigene Lieder vorzustellen, die im Anschluss auf dem nach der Show benannten Album erschienen.
Nach einem kurzen Rückzug aus der Öffentlichkeit unterschrieb Goggi 1975 einen neuen Plattenvertrag mit CBS. Das Lied Dirtelo, non dirtelo, das sie selbst im Musikfilm Dal primo momento che ti ho visto vorstellte, war 1976 wieder ein kleinerer Hit. In der Folge konzentrierte sie sich zunehmend auf die Musik, produziert wurde sie von Totò Savio. Im Rahmen der Liveshow Go & Go tourte sie zwei Jahre lang zusammen mit ihrer Schwester Daniela Goggi durch Italien und stellte neue Lieder vor. Die RAI verpflichtete die Schwestern daraufhin für die Musikshow Il ribaltone, der ein gleichnamiges Album folgte.
Ab 1979 trat Loretta Goggi wieder alleine auf und durfte die Sendung Fantastico an der Seite von Heather Parisi und Beppe Grillo präsentieren. Beim Label WEA gelangen Goggi nun auch Hits wie L’aria del sabato sera (1979). Mit Maledetta primavera ging sie beim Sanremo-Festival 1981 ins Rennen und landete hinter Per Elisa von Alice auf dem zweiten Platz. Das Lied wurde ein Nummer-eins-Hit und auch außerhalb Italiens erfolgreich. Die Nachfolgesingle Il mio prossimo amore knüpfte an den Erfolg an.
Auf dieser Erfolgswelle erhielt Goggi auf Canale 5 die eigene Sendung Hello Goggi, eine Hauptrolle im Theaterstück Stanno suonando la nostra canzone an der Seite von Gigi Proietti und Moderatorin des Musikpreises Gondola d’oro aus Venedig. 1982 startete sie die Sendung Effetto musica für Radio Rai und nahm das Album Pieno d’amore auf. Auf Rete 4 präsentierte Goggi 1983 Gran Varietà an der Seite von Paolo Panelli und Luciano Salce. Zwei Jahre lang moderierte sie außerdem die Quizshow Loretta Goggi in quiz. 1986 war sie die erste Frau, die das Sanremo-Festival moderierte. In diesem Rahmen nahm sie auch das Lied Io nascerò beim Label Fonit-Cetra auf. Es folgte die Sendung Il bello della diretta, während derer Goggi das neue Album C’è poesia vorstellte.
In den Folgejahren trat sie in weiteren RAI-Sendungen wie Canzonissime (1987), Ieri, Goggi e domani oder Via Teulada 66 in Erscheinung und veröffentlichte neue Alben wie C’è poesia 2, Donna io, donna tu und Punti di vista. 1991 präsentierte sie auf Telemontecarlo Festa di compleanno und veröffentlichte das von Mario Lavezzi produzierte Album Si faran… canzone. Es folgten diverse Auftritte in Film, Fernsehen und Theater bis in die 2010er-Jahre. 2008 heiratete sie nach 30-jähriger Beziehung Gianni Brezza. 2013 erschien mit Io nascerò – La forza della mia fragilità Goggis Autobiografie, 2016 folgte das Buch Mille donne in me.

## Sprecherin
Loretta Goggi war zudem Sprecherin für Schauspielerinnen, die auch im Italienischen mangels Schauspielerfahrung synchronisiert werden mussten, so für Ornella Muti in La moglie più bella und Agostina Belli für La notte dei diavoli. Sie war zudem Synchronsprecherin für Katharine Ross in der italienischen Version von Blutige Spur und Ljudmila Saweljewa in Krieg und Frieden.

## Diskografie

### Studioalben
- 1972 – Vieni via con me (Durium, MS A 77308)
- 1973 – Formula 2 (Durium, MS A 77336)
- 1978 – Il ribaltone (CGD, 20082; mit Daniela Goggi)
- 1979 – Estoy bailando cantado en español (Hispavox, S 50 265; mit Daniela Goggi als Hermanas Goggi)
- 1981 – Stanno suonando la nostra canzone (Polydor, 2448 129; mit Gigi Proietti u. a.)

| Jahr | Titel Musiklabel, Katalog-Nr.      | Höchstplatzierung, Gesamtwochen, AuszeichnungChartplatzierungen (Jahr, Titel, Musiklabel, Katalog-Nr., Platzierungen, Wochen, Auszeichnungen, Anmerkungen) | Höchstplatzierung, Gesamtwochen, AuszeichnungChartplatzierungen (Jahr, Titel, Musiklabel, Katalog-Nr., Platzierungen, Wochen, Auszeichnungen, Anmerkungen) | Höchstplatzierung, Gesamtwochen, AuszeichnungChartplatzierungen (Jahr, Titel, Musiklabel, Katalog-Nr., Platzierungen, Wochen, Auszeichnungen, Anmerkungen) | Höchstplatzierung, Gesamtwochen, AuszeichnungChartplatzierungen (Jahr, Titel, Musiklabel, Katalog-Nr., Platzierungen, Wochen, Auszeichnungen, Anmerkungen) | Anmerkungen              |
| Jahr | Titel Musiklabel, Katalog-Nr.      | IT | DE | AT | CH | Anmerkungen              |
| ---- | ---------------------------------- | --- | --- | --- | --- | ------------------------ |
| 1981 | Il mio prossimo amore WEA, T 58365 | IT31 (1 Wo.)IT | — | — | — | Charteinstieg in IT 2021 |
| 1982 | Pieno d’amore WEA, 2 400401        | IT17 (3 Wo.)IT | — | — | — |                          |

grau schraffiert: keine Chartdaten aus diesem Jahr verfügbar
Weitere Alben
- 1986 – C’è poesia (Fonit Cetra, TLPX 153)
- 1987 – C’è poesia 2 (Fonit Cetra, TLPX 180)
- 1988 – Donna io, donna tu (Fonit Cetra, TLPX 199)
- 1989 – Punti di vista (Fonit Cetra, TLPX 216)
- 1991 – Si faran… canzone (Fonit Cetra, TLPX 280)

### Singles
| Jahr | Titel Album                                       | Höchstplatzierung, Gesamtwochen, AuszeichnungChartplatzierungen (Jahr, Titel, Album, Platzierungen, Wochen, Auszeichnungen, Anmerkungen) | Höchstplatzierung, Gesamtwochen, AuszeichnungChartplatzierungen (Jahr, Titel, Album, Platzierungen, Wochen, Auszeichnungen, Anmerkungen) | Höchstplatzierung, Gesamtwochen, AuszeichnungChartplatzierungen (Jahr, Titel, Album, Platzierungen, Wochen, Auszeichnungen, Anmerkungen) | Höchstplatzierung, Gesamtwochen, AuszeichnungChartplatzierungen (Jahr, Titel, Album, Platzierungen, Wochen, Auszeichnungen, Anmerkungen) | Anmerkungen                                                   |
| Jahr | Titel Album                                       | IT | DE | AT | CH | Anmerkungen                                                   |
| ---- | ------------------------------------------------- | --- | --- | --- | --- | ------------------------------------------------------------- |
| 1972 | Vieni via con me (Taratapunzi-e) Vieni via con me | IT2 (19 Wo.)IT | — | — | — | Durium, Ld A 7780 B-Seite: Come amico                         |
| 1973 | Mani mani Vieni via con me                        | IT5 (15 Wo.)IT | — | — | — | Durium, Ld A 7791 B-Seite: Yeah!                              |
| 1973 | Molla tutto Formula 2                             | IT13 (12 Wo.)IT | — | — | — | Durium, Ld A 7834 B-Seite: Mettiamo che tu                    |
| 1976 | Dirtelo non dirtelo –                             | IT18 (4 Wo.)IT | — | — | — | CBS, 3801 B-Seite: Ma chi sei                                 |
| 1979 | Cicciottella –                                    | IT3 (17 Wo.)IT | — | — | — | WEA, T 18097 B-Seite: La marcia dei bambini che vanno a letto |
| 1979 | L’aria del sabato sera –                          | IT3 (16 Wo.)IT | — | — | — | WEA, T 18098 B-Seite: Dispari                                 |
| 1981 | Maledetta primavera Il mio prossimo amore         | IT1 ×2Doppelplatin (2024) · (20 Wo.)IT                                                                                                   | DE8 (22 Wo.)DE | AT9 (4 Wo.)AT | CH2 (14 Wo.)CH | WEA, T 18409 B-Seite: Mi solletica l’idea Verkäufe: + 200.000 |
| 1981 | Il mio prossimo amore                             | IT20 (6 Wo.)IT | DE50 (7 Wo.)DE | — | CH4 (8 Wo.)CH | WEA, T 18838 B-Seite: Penelope                                |
| 1982 | Pieno d’amore                                     | IT9 (11 Wo.)IT | — | — | — | WEA, T 19255 B-Seite: Arrivederci stella del nord             |
| 1986 | Io nascerò C’è poesia                             | IT8 (11 Wo.)IT | — | — | — | Fonit-Cetra, SP 1839 B-Seite: Un bacio                        |
| 1989 | Il mio uomo Donna io, donna tu                    | IT18 (6 Wo.)IT | — | — | — | Fonit-Cetra, SP 1869 B-Seite: Questa notte dormo qui          |

grau schraffiert: keine Chartdaten aus diesem Jahr verfügbar
Weitere Singles
- 1963 – Se la cercherai / Moscacieca twist (RCA Italiana, PM 3173; als Loretta)
- 1969 – Fino all’ultimo / Scusa se insisto (Durium, Ld A 7610)
- 1970 – Cibù cibà / Due ragazzi (Durium, Ld A 7671)
- 1971 – Ti chiedo scusa / Per favore (Durium, Ld A 7709)
- 1971 – Io sto vivendo senza te / Ciao, settembre (Durium, Ld A 7722)
- 1971 – Cico e Bum / Le buone azioni di Cico e Bum (Durium, Ld A 7725)
- 1972 – Chi salta il fosso / Pun tan tai (Durium, Ld A 7762)
- 1973 – Un pomeriggio con te / Amanti ed angeli (Durium, Ld A 7837)
- 1975 – Loretta con la “O” / Cammino fra la pioggia (CBS, 3450)
- 1976 – Notte matta / Pupo pupazzo (CBS, 4047)
- 1976 – Ancora innamorati / Monsieur voulez-vous dançer? (CBS, 44748)
- 1977 – Domani / Il professore (CGD, 5408; mit Daniela Goggi)
- 1978 – Voglia / Sto ballando (CGD, 10110; mit Daniela Goggi)
- 1979 – Cicciotella / La marcia dei bambini che vanno a letto (WEA, T 18097)
- 1980 – Notti d’agosto / Nun t’allargà (WEA, T 18231)
- 1982 – Oceano / Stralunata Roma (WEA, 24 9769 7)
- 1983 – Una notte così / Segreti (WEA, 24 9540-7)
- 1984 – Un amore grande / Solo un’amica (WEA, 24 9482-7)
- 1984 – Notte all’opera / Slowly (CGD, 10593)
- 2014 – Estoy bailando Remix (mit Daniela Goggi)

## Filmografie (Kino)
- 1965: Ich habe sie gut gekannt (Io la conoscevo bene)
- 1966: Mi vedrai tornare – Regie: Ettore Maria Fizzarotti
- 1967: Nel sole – Regie: Aldo Grimaldi
- 1969: Zingara – Regie: Mariano Laurenti
- 2005: Gas – Regie: Luciano Melchionna
- 2012: Pazze di me – Regie: Fausto Brizzi

## Bibliografie
- Io nascerò – La forza della mia fragilità. Piemme, Mailand 2013, ISBN 978-88-566-3323-8.
- Mille donne in me. Piemme, Mailand 2016, ISBN 978-88-566-5096-9.

## Belege
1. ↑  Esplora il significato del termine: Morto Gianni Brezza, marito di Loretta Goggi. In: Corriere.it. RCS MediaGroup, 5. April 2011, abgerufen am 8. November 2016 (italienisch).
2. ↑  Loretta Goggi. Edizioni Piemme, abgerufen am 8. November 2016 (italienisch).
3. ↑  M&D-Chartarchiv. Musica e dischi, archiviert vom Original (nicht mehr online verfügbar) am 24. Juli 2017; abgerufen am 7. November 2016 (italienisch, kostenpflichtiger Abonnement-Zugang).  Info: Der Archivlink wurde automatisch eingesetzt und noch nicht geprüft. Bitte prüfe Original- und Archivlink gemäß Anleitung und entferne dann diesen Hinweis.
4. ↑  Chartquellen (Singles):
  - M&D-Chartarchiv. Musica e dischi, archiviert vom Original (nicht mehr online verfügbar) am 24. Juli 2017; abgerufen am 7. November 2016 (italienisch, kostenpflichtiger Abonnement-Zugang).  Info: Der Archivlink wurde automatisch eingesetzt und noch nicht geprüft. Bitte prüfe Original- und Archivlink gemäß Anleitung und entferne dann diesen Hinweis.
  - Singles von Loretta Goggi. In: Offizielle deutsche Charts. GfK Entertainment, abgerufen am 7. November 2016.
  - Singles von Loretta Goggi. In: Austriancharts.at. Hung Medien, abgerufen am 7. November 2016 (österreichisches Deutsch).
  - Singles von Loretta Goggi. In: Hitparade.ch. Hung Medien, abgerufen am 7. November 2016 (Schweizer Hochdeutsch).
5. ↑  Certificazioni Loretta Goggi. FIMI, abgerufen am 21. Mai 2024 (italienisch).

| Personendaten    | Personendaten                            |
| ---------------- | ---------------------------------------- |
| NAME             | Goggi, Loretta                           |
| KURZBESCHREIBUNG | italienische Sängerin und Schauspielerin |
| GEBURTSDATUM     | 29. September 1950                       |
| GEBURTSORT       | Rom, Italien                             |